# Lotus conimbricensis
Lotus conimbricensis é uma espécie de planta com flor pertencente à família Fabaceae. 
A autoridade científica da espécie é Brot., tendo sido publicada em Flora Lusitanica 2: 118. 1804.

## Portugal
Trata-se de uma espécie presente no território português, nomeadamente em Portugal Continental e no Arquipélago da Madeira.
Em termos de naturalidade é nativa de Portugal Continental de introduzida no Arquipélago da Madeira.

## Protecção
Não se encontra protegida por legislação portuguesa ou da Comunidade Europeia.